# Melamine

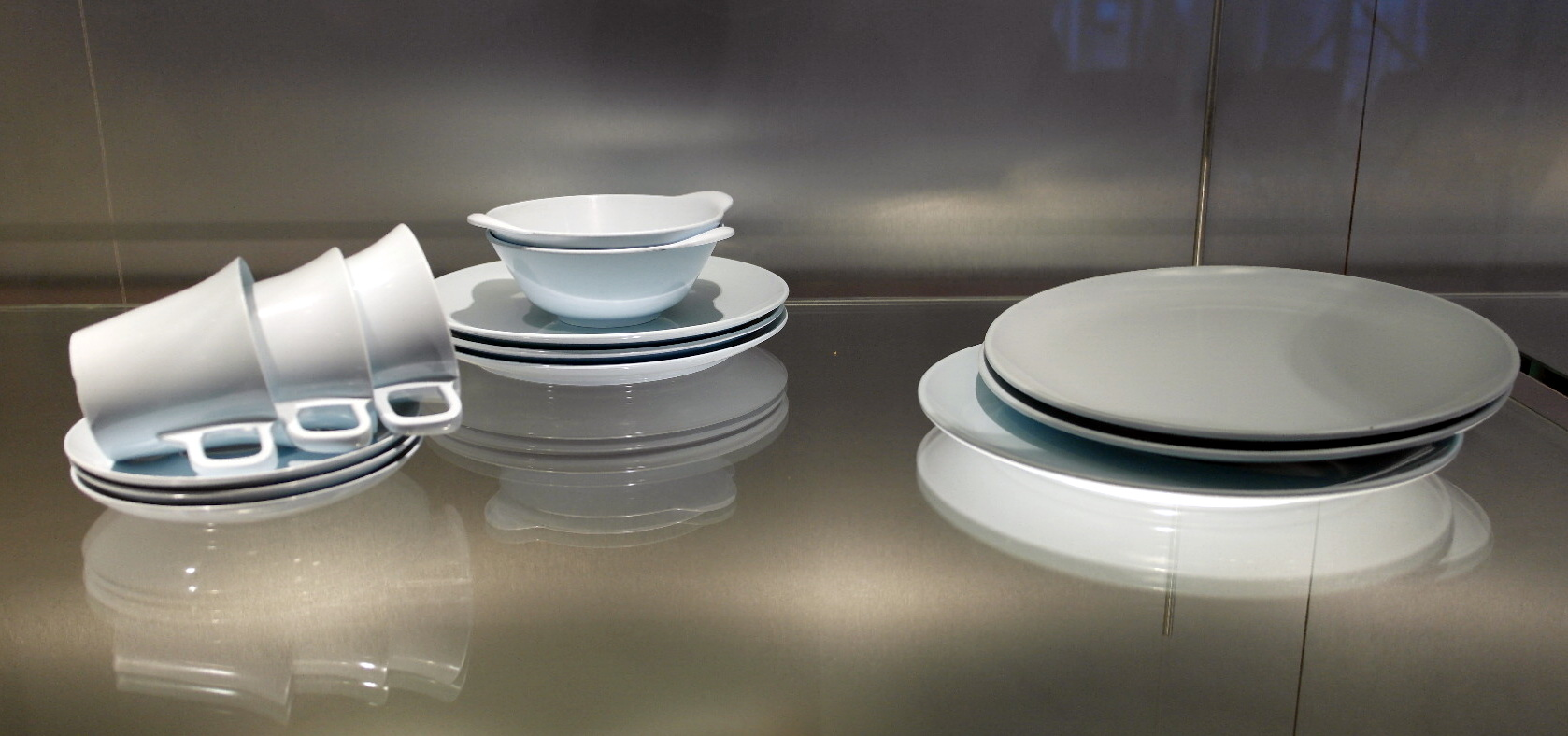
Servies Mosalite gemaakt van melamine, geproduceerd door Mosa van 1960-'62 (collectie Centre Céramique, Maastricht)

Melamine (IUPAC-naam: 1,3,5-triazine-2,4,6-triamine) is een organische verbinding met als brutoformule C3H6N6. Het is een meerwaardige organische base die vooral wordt gebruikt in kunstharsen. Melamine bestaat structureel gezien uit een aromatische ring van 3 koolstof- en 3 stikstofatomen, met op de koolstofatomen amino-groepen gesubstitueerd. Melamine is het cyclisch trimeer van cyaanamide.
Melamine dient niet verward te worden met het pigment melanine.

## Synthese
Melamine werd voor het eerst gesynthetiseerd door de Duitse scheikundige Justus von Liebig in 1834 uit kaliumthiocyanaat en ammoniumchloride. Honderd jaar later ontstond er interesse voor de industriële productie. De meeste producenten van melamine gebruiken tegenwoordig ureum als grondstof. De productie van melamine geschiedt door een thermische condensatiereactie:
{\displaystyle \mathrm {6\ (NH_{2})_{2}CO\longrightarrow \ C_{3}H_{6}N_{6}\ +\ 6\ NH_{3}\ +\ 3\ CO_{2}} }
Het melamine wordt verder gezuiverd van nevenproducten door wassen in water, omkristallisatie, centrifugeren en drogen. Hierbij ontstaat een grote hoeveelheid verontreinigd afvalwater (melamine is slechts weinig oplosbaar in water).

## Toepassingen
Melamine wordt vooral gebruikt als basisgrondstof voor melamine-harsen en coatings. Door een reactie met aldehyden (gewoonlijk formaldehyde) worden thermohardende kunststoffen geproduceerd. Melamineformaldehyde (vaak, maar foutief, ook melamine genoemd) is sterk, licht, hard en bestand tegen zuren en basen, redenen waarom het gebruikt wordt om er borden en bestek van te maken. In de jaren 1960 werd ook in Nederland hiermee geëxperimenteerd, onder andere bij de aardewerkfabriek Mosa in Maastricht. De daar geproduceerde serviezen van melamine waren commercieel echter geen succes.
Melamineformaldehyde is het hoofdbestanddeel van de toplaag van hardplastics en laminaatvloeren. Daarnaast bestaat nog een gesulfoneerde hars die wordt toegepast als plastificeerder in beton en anhydriet (watervrij calciumsulfaat). Andere toepassingen van melamineharsen zijn lijmen en papier- en textielveredelingsmiddelen. Het wordt ook gebruikt bij de fabricage van formica. Melamine heeft een vlamvertragende eigenschap: er komt namelijk stikstofgas vrij als het verbrandt.

## Toxicologie en veiligheid

### Toxiciteit
Melamine is schadelijk wanneer het wordt ingeslikt, ingeademd of opgenomen door de huid. Hoewel het door het IARC ingedeeld is in klasse 3 (de stof is niet onder te brengen voor wat betreft de carcinogeniciteit voor de mens), kan chronische blootstelling aan melamine kanker veroorzaken. De stof is ook irriterend voor de ogen, de huid en de luchtwegen. Het kan ook zeer ernstige schade veroorzaken aan de nieren, omdat melamine door absorptie in de bloedbaan zich kan ophopen in de nierbuisjes, alwaar het uitkristalliseert in grote hoeveelheden ronde gele kristallen. Studies met ratten laten zien dat melamine niet bij de stofwisseling is betrokken en onveranderd wordt afgescheiden.

#### Acute toxiciteit
Melamine heeft een orale LD50 van meer dan 3000 mg/kg, gebaseerd op data in ratten, wat de stof slechts minimaal giftig maakt (keukenzout heeft een vergelijkbare LD50-waarde). De dermale LD50 bedraagt meer dan 1000 mg/kg voor konijnen.
Een studie door Sovjet-Russische wetenschappers in de jaren '80 van de 20e eeuw suggereerde dat melaminecyanuraat (een zout van melamine en cyanuurzuur, gebruikt als vlamvertragend middel) giftiger kan zijn dan melamine en cyanuurzuur afzonderlijk.
Een toxicologisch onderzoek uitgevoerd naar aanleiding van het terughalen van huisdiervoedsel in de Verenigde Staten in 2007 concludeerde dat de combinatie van melamine en cyanuurzuur in de voeding leidt tot acuut nierfalen in katten.

#### Chronische toxiciteit
Inname van melamine kan leiden tot problemen met de voortplanting, of blaas- of nierstenen, wat tot blaaskanker kan leiden.

### Melamineschandaal
In september 2008 werd duidelijk dat ongeveer 53.000 Chinese baby's naar het ziekenhuis waren gebracht of nierstenen hadden gekregen door het consumeren van melkpoeder dat melamine bevatte. De stof was aan de melk toegevoegd om het eiwitgehalte hoger te doen lijken. Routineanalyses kijken namelijk alleen naar de totale hoeveelheid organisch stikstof en dat zit zowel in melamine als in eiwitten. Uiteindelijk zijn er 6 baby's overleden en meer dan 300.000 kinderen zijn ziek geworden als gevolg van de toegevoegde melamine. Op 24 november 2009 werden twee ter dood veroordeelde handelaren geëxecuteerd in verband met het misbruik van melamine.